# Draba streptocarpa
Draba streptocarpa är en korsblommig växtart som beskrevs av Asa Gray. Draba streptocarpa ingår i släktet drabor, och familjen korsblommiga växter. Inga underarter finns listade i Catalogue of Life.